# エル・アイ・ビー
株式会社エル・アイ・ビー（える・あい・びー）は、島根県浜田市に本社を置いていた貿易会社である。社名のエル・アイ・ビー（LIB）は、「Light　International Business」の略である。

## 概要
浜田港を活用しロシアなどへの中古車輸出を主に手がけており、2007年には2万台の中古車を輸出している。また近年では、島根県内のメーカーと協力して自動車以外の輸出も手がけている。2010年には石州瓦メーカー3社と共同で石州瓦3万枚をロシア西部に初めて輸出した。

## 沿革
- 2006年
  - 7月 - シティライトと高橋克弘の出資で「株式会社エル・アイ・ビー」を設立。
- 2006年9月 - 株式会社チューブから自動車輸出事業から譲渡を受ける。
- 2019年12月 - 事業を子会社の㈱エル・アイ・ビー商事に譲渡し、会社解散を決める。
- 2020年
  - 8月19日 - 松江地方裁判所浜田支部より特別清算開始決定を受ける[2]。
  - 12月2日 - 法人格消滅。

## グループ会社
- エル・エー・エー
- シーボーイ
- シティライト
- レックオートリサイクル